# Březské
Březské (en allemand : Birken) est une commune du district de Žďár nad Sázavou, dans la région de Vysočina, en République tchèque. Sa population s'élevait à 163 habitants en 2020.

## Géographie
Březské se trouve à 5 km au nord de Velká Bíteš, à 31 km au nord-ouest de Brno, à 34 km au sud-est de Žďár nad Sázavou, à 48 km à l'est-sud-est de Jihlava et à 154 km au sud-est de Prague.
La commune est limitée par Březí au nord-ouest, par Níhov au nord-est, par Katov, Křižínkov et Křoví à l'est, par Velká Bíteš au sud-est, par Nové Sady au sud, et par Velká Bíteš et Vlkov à l'ouest.

## Histoire
La première mention écrite de la localité date de 1349.

## Transports
Par la route, Březské se trouve à 7 km de Velká Bíteš, à 39 km de Žďár nad Sázavou, à 41 km de Brno, à 55 km de Jihlava et à 175 km de Prague.